# ‘Ulama
‘Ulama sunt învățați în teologia musulmană, care au studiat Coranul, hadith-ul și dreptul musulman. Ei sunt cei care și-au asumat rolul de reprezentanți ai comunității. Ei sunt singurii considerați a fi adevărații păstrători ai credinței în concordanță cu sunnah.

## Istoric
Încă de la începutul secolului al II-lea al islamului, societatea musulmană (ummah) a simțit nevoia de a avea reprezentanți în fața puterii politice. Astfel a apărut o clasă de specialiști în dreptul canonic (acești ‘ulama), care au câștigat încrederea comunității și au devenit astfel sfătuitori ai puterii politice. Datorită încrederii de care beneficiau din partea poporului,  teologii din această clasă au dobândit și o legitimitate divină, mulțumită faptului că au dobândit legitimitatea populară.

Încă din secolul al XI-lea exista o distincție clară între școlile de interpretare morală și juridică. În special între patru dintre aceste școli care s-au dovedit a fi cele mai răspândite și durabile: shafi‘iții, malikiții, hanafiții și hanbaliții. Uneori relațiile dintre membrii acestor școli au fost tensionate, dar chiar și în cadrul aceleași școli puteau exista curente de opinie diferite.

Unele dintre diferențele ce apăreau între diferitele madhhab-uri(școlile de interpretare morală și juridică) priveau definirile exacte ale principiilor de jurisprudență. Aceste principii erau elaborate și dezbătute pentru a descrie detaliat modul de viață pe care musulmanii trebuiau să îl urmeze pentru a i se supune lui Dumnezeu. Astfel, toate acțiunile umane (fie că ne referim aici la cele în relație cu alte ființe umane sau la relația cu Dumnezeu) erau incluse într-una din următoarele cinci categorii: obligatorii, recomandabile, condamnabile sau interzise. Astfel învățații teologi au elaborat coduri comportamentale pentru toate faptele umane pentru care se puteau desprinde îndrumări din Coran și hadith.

Mișcările asceților - încă acuzați de erezie în secolul X-, au devenit din ce în ce mai răspândite și influente în rolul lor de vehicul al religiei populare motiv pentru care și-au unit forțele cu acești reprezentanți ai ortodoxiei stabilite. Ordinele asceților s-au dezvoltat și răspândit, iar tradiția lor de transmitere a informațiilor a devenit un instrument al teologilor de care aceștia din urmă se foloseau pentru a uni și pentru a controla mișcările populare religioase..

## Formarea erudiților
Esențială pentru menținerea sensurilor și fundamentelor dreptului musulman era transmiterea completă a acestora de la o generație la alta. Înainte de secolul al XI-lea, acest lucru se făcea în moschei, cu ajutorul unui dascăl, dar apoi s-au dezvoltat madrase (școli destinate în mare măsură învățământului juridic). Elevii care veneau aici, de regulă, urmaseră deja o școală de nivel inferior (jurisprudență sau kuttab) unde memoraseră Coranul, iar la madrasa învățau gramatică, istorie ,jurisprudență, dar mai ales cum să citească și să interpreteze Coranul și hadith-ul. Ca metodă de predare se insista asupra memorării celor predate și înțelegerii celor reținute.

Când un discipol termina de citit o carte cu un profesor, îi putea cere acestuia o ijaza (confirmare) din care reieșea că persoana respectivă studiase cartea respectivă cu persoana în cauză.

Însă acești erudiți nu formau o clasă separată față de avocați sau profesori de drept. Asemenea grupuri aparțineau claselor de erudiți, dar printre ei mai erau și birocrați, negustori sau artizani. Nu erau toți specialiști, dar prin virtutea largei lor raze de expertiză erau garantorii consensului islamic în probleme familiale, viață comunitară și relații economice. Această erudiție a lor era o tradiție de studiu ce a evoluat de-a lungul a generații întregi, și era semnul unei comunități ce avea solidaritate spirituală și politică.

## Rolul erudiților în societate
‘Ulama, au jucat adesea un rol analog în societățile musulmane cu al preoților din societățile creștine. Însă, pe lângă importanța lor în domeniul religios, erau jucători activi ai scenelor politice. În nenumărate rânduri, datorită influenței lor în rândul societății musulmane și a puterii politice ce le-o oferea această influență, cuvântul erudiților a atârnat cu greutate. Datorită abilităților lor de a interpreta dreptul, exegeza coranică și de narare a unei versiuni a istoriei islamice timpurii, ei aveau o autoritate religioasă care o depășeau pe cea a califilor.

Exemple de asemenea cazuri sunt:
1. Ulterior destrămării califatului abbasid, teritoriul samanid s-a văzut confruntat cu apropierea dominatoare a turcilor Karluki, pe care chiar samanizii i-au apropiat de islam. Cu toate că liderii teritoriului samanid au dorit pornirea unui război sfânt (jihad) împotriva turcilor cotropitori, teologii, chemați chiar de lideri lideri să le susțină cauza, au declarat că turcii erau buni musulmani și că nu se punea problema pornirii unui război sfânt împotriva lor.[5]
2. Ca regulă generală, oricând doreau să pornească un război împotriva unui stat musulman, otomanii aveau grijă să obțină legitimitate legală de la erudiți, demonstrând că acțiunile lor erau în concordanță cu shari‘a. Astfel demonstrau că acțiunile lor erau licite. În acest mod s-a demonstrat că era obligatoriu din punct de vedere canonic să pornească un război împotriva celor ce îi atacau profitând de faptul că ei erau ocupați cu infruntarea necredincioșilor. Casa Karaman, de exemplu, alături de altele, a fost astfel proclamată ca fiind răzvrătită împotriva religiei. Acest obicei este recurent în sursele otomane. În 1444, Murad al II-lea a obținut de la erudiții independenți o fatwā ce declara lumii musulmane, și mai ales succesorului lui Timur (Șahul Rukh), legitimitatea expediției dusă împotriva Karamului pe care erau pe cale să o lanseze.[5]
3. Ulterior asasinării lui Nasir ad-Din (conducătorul Persiei sec. XIX), membrii societăților ce susțineau reforma liberală au început să-și spună părerile mai deschis, iar la ele au început să adere mai ales cei din clasa de mijloc a erudiților. Aceștia încă mai considerau că funcția lor de bază era aceea de a deschide ochii poporului la nelegiuirile despotismului și beneficiile libertății. Având acestea în minte, ei își încurajau membrii să fondeze școli în care să se transmită aceste învățături, ceea ce unii dintre ei chiar au făcut.[5]
4. Ajuns la putere cu ajutorul loviturii de stat efectuate în Persia în 1921, Riza Khan a vrut în primul rând să desființeze monarhia și să pună bazele unei republici, iar el să-i fie președinte. Dar erudiții, având în față imaginea Turciei secularizate înaintea lor, au reacționat puternic împotriva ideii unei republici, motiv pentru care în 1924 Riza Khan și-a schimbat cu totul opțiunile în ceea ce privește acest subiect. În cele din urmă a declarat că o republică ar fi contrară învățăturilor islamului: era gata să mențină monarhia atâta timp cât el ar fi fost șah.[6]
5. Dinastia Aghlabidă (sec. IX) a avut parte de tensiuni din partea erudiților ce dețineau respectul societăților urbane și rulale. Aceștia criticau excesele și nedreptățile pe care le vedeau pe timpul domniei Aghlabizilor, dintre care făceau parte cămătăria, taxele neconforme cu legea islamică (inclusiv taxe aplicate cetățenilor musulmani prin care li se cerea să plătească zeciuieli în bani și nu în natură), și producerea și vânzarea de vin. Erudiții cenzurau de asemenea curtea aghlabidă ca fiind nelegitimă și excesivă.[7]

## ‘Ulama înCoran
‘alīm, singularul pentru ‘ulama, înseamnă "învățat", "informat", "erudit" se găsește în Coran de cele mai multe ori cu referire la Dumnezeu, dar există și câteva excepții: 
1. În sura 7 (Al-̉A‘raf), versetul 109 îl găsim cu referire la Moise;
2. În aceeași sură, versetul 112 cuvântul se referă la vrăjitorii Faraonului.
3. În sura 12 (Iosif), versetul 55, cuvântul se referă la Iosif.
4. În sura 15 (al-Hiğr), versetul 53 și sura 51 (Împrăștietoarele), versetul 28, cuvântul este folosit cu referire la fiul nenăscut al lui Avraam;

Cu excepția fiului nenăscut al lui Avraam, fiecare dintre cei în descrierea cărora a fost folosit cuvântul ‘alīm au făcut lucruri supranaturale.

Pluralul, ‘ulama, este folosit în Coran de două ori:
1. În sura 26 (Poeții), versetul 197, cu referire la "copii învățați ai Israelului";
2. În sura 35 (Creatorul), versetul 28, cu referire la cunoașterea lui Dumnezeu : "Aceia dintre slujitorii Lui care au știință, se tem de Dumnezeu."[8][9]